# Tebat Agung
Tebat Agung is een bestuurslaag in het regentschap Muara Enim van de provincie Zuid-Sumatra, Indonesië. Tebat Agung telt 4188 inwoners (volkstelling 2010).